# 쌀새
쌀새는 벼과의 여러해살이풀로 학명은 학명은 Melica onoei이다.

## 분포
주로 한국·일본·중국 등지에 분포한다.

## 특징
키는 90-120cm이다. 잎집은 마디보다 길고 털이 있으며, 잎은 선형이고 다소 안으로 말린다. 꽃은 8-9월에 피고 원추꽃차례에 달린다. 꽃이삭은 길이 25-50cm이고 곧게 서며 가지는 반윤생(半輪生)하여 옆으로 퍼진다 작은이삭은 길이 7-10mm이고 3-4개의 꽃이 들어 있으며 포영은 길이가 같지 않고 1맥과 3맥이 있다. 호영은 막질이고 7-8맥이 있으며 수술은 3개이고 꽃밥은 길이 1mm 정도이다.